# Amphion (яхта)
Amphion — прогулочное судно (малый фрегат) короля Швеции Густава III.

## История
Проектировал корабль корабельный инженер Фредрик Хенрик Чапман. Корабль был построен летом 1778 года на Юргорденской верфи в Стокгольме. Яхта названа в честь сына Зевса — покровителя искусств в греческой мифологии.

## Служба в качестве яхты
Первые же испытания показали, что корабль стал одной из немногих неудач конструктора. Amphion обладал плохой мореходностью, плохо всходил на волну, был валким. В первом же переходе с королём на борту из Карлскруны в Стокгольм фрегат получил повреждение. Впоследствии он использовался в основном для поездок на озеро, при этом кораблю довелось поучаствовать и в русско-шведской войне 1788—1790 годов, на нём Густав III инспектировал шведский флот.

## Дальнейшая судьба
В 1791 году после русско-шведской войны ют и кормовые каюты были переделаны и в таком виде сохранились до наших дней. Изначально на корме отсутствовал королевский вензель, а резьба четырех окон была проще.
В начале XIX века корабль был переоборудован в плавказарму, при этом были сняты все мачты. Пробыл он в этом качестве до 1873 года. Лишь в 1884 году ветхий корпус был пущен на слом, но при этом кормовое убранство, королевский салон и частично носовая часть были сохранены. После реставрации в 2003—2006 годах мастерской Catellani они выставлены в морском музее Стокгольма.

## Галерея

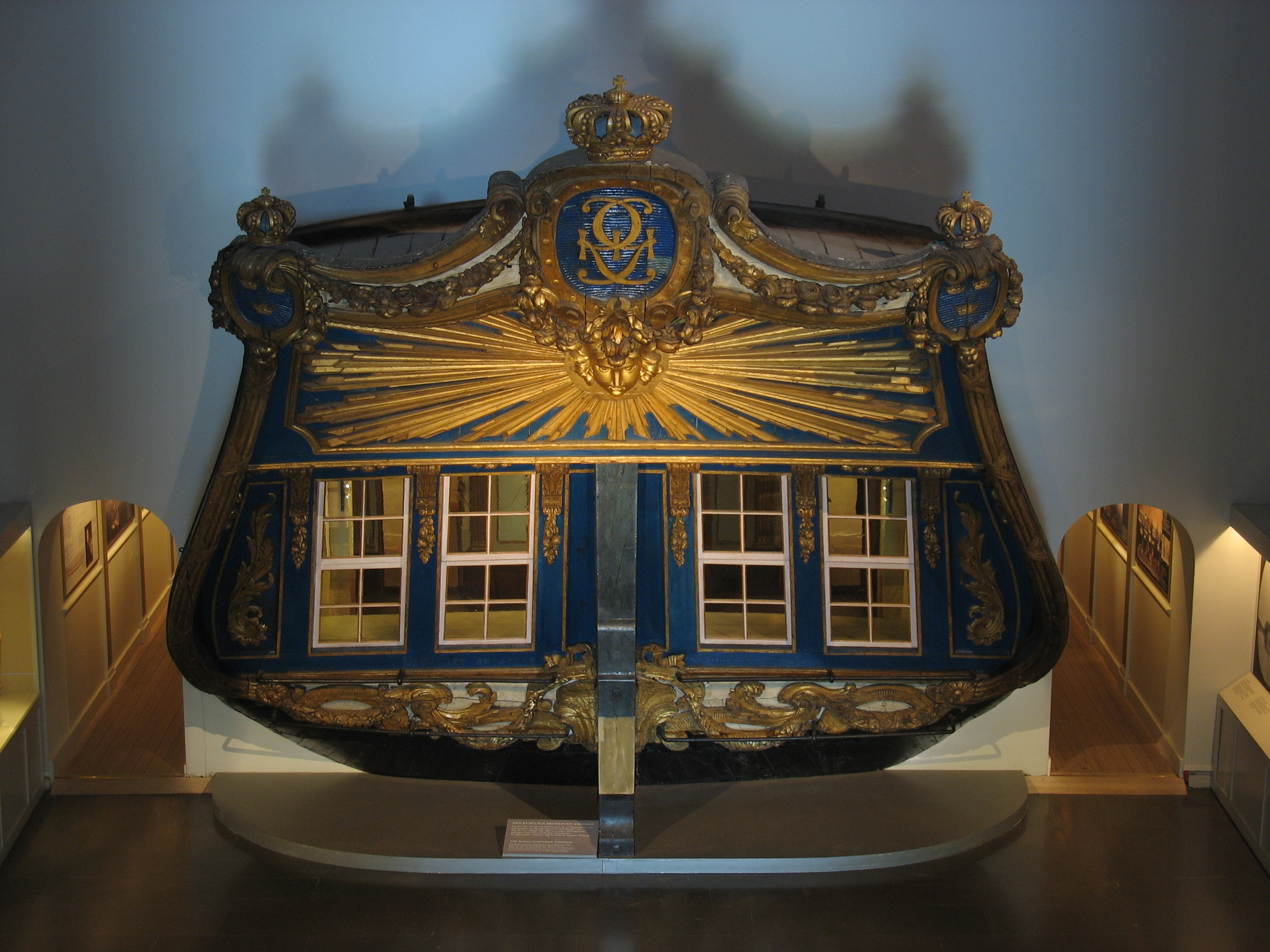
Корма
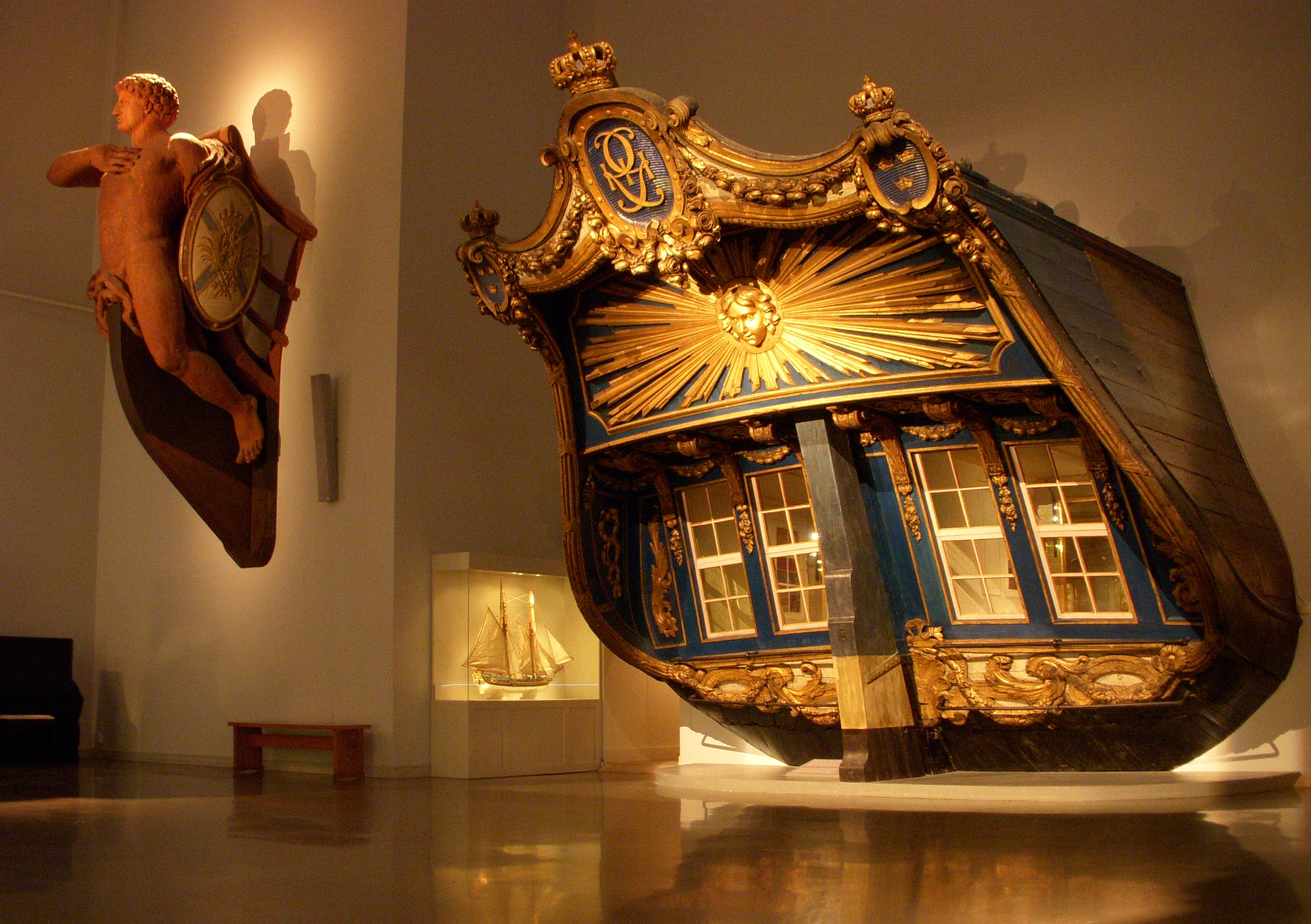
Кормовое и носовое украшения
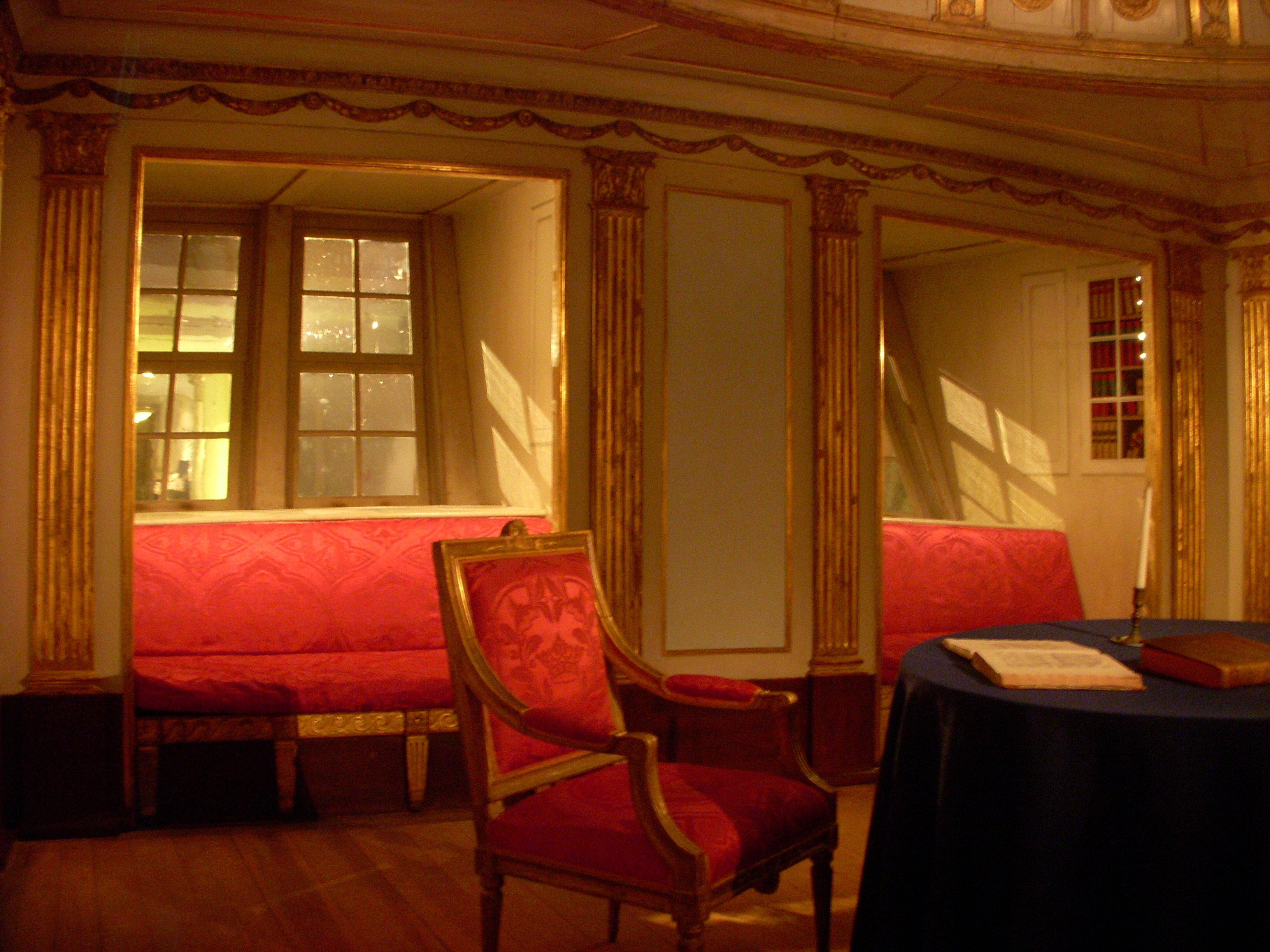
Убранство королевского салона